# Rautavaara
Rautavaara är en kommun i landskapet Norra Savolax i Finland. Rautavaara har 1 513 invånare (2021), på en yta av 1 235,26 km².
Rautavaara är enspråkigt finskt.

## Politik

### Mandatfördelning i Rautavaara kommun, valen 1976–2021
| 9 | 2 | 1 | 8 | 1 |

| 8 | 2 | 1 | 7 | 1 | 2 |

| 7 | 3 | 2 | 6 | 1 | 2 |

| 7 | 3 | 1 | 1 | 7 | 2 |

| 7 | 3 | 1 | 6 | 2 | 2 |

| 7 | 3 | 8 | 2 | 1 |

| 6 | 3 | 8 | 3 | 1 |

| 6 | 4 | 2 | 7 | 2 |

| 13 | 8 |

| 4 | 3 | 4 | 5 | 1 |

| 12 | 5 |

| 5 | 3 | 3 | 6 |

| 13 | 4 |

| 5 | 4 | 1 | 5 | 2 |

| 9 | 8 |

| 3 | 4 | 1 | 5 | 2 |

| 10 | 5 |

## Befolkningsutveckling
| Befolkningsutvecklingen i Rautavaara kommun 1975–2020                                                        | Befolkningsutvecklingen i Rautavaara kommun 1975–2020 | Befolkningsutvecklingen i Rautavaara kommun 1975–2020 | Befolkningsutvecklingen i Rautavaara kommun 1975–2020 | Befolkningsutvecklingen i Rautavaara kommun 1975–2020 |
| --- | ----------------------------------------------------- | ----------------------------------------------------- | ----------------------------------------------------- | ----------------------------------------------------- |
| |                                                       |                                                       |                                                       |                                                       |
| År |                                                       |                                                       | Folkmängd                                             |                                                       |
| 1975 | 1975                                                  |                                                       | 3 812                                                 |                                                       |
| 1980 | 1980                                                  |                                                       | 3 468                                                 |                                                       |
| 1985 | 1985                                                  |                                                       | 3 196                                                 |                                                       |
| 1990 | 1990                                                  |                                                       | 2 977                                                 |                                                       |
| 1995 | 1995                                                  |                                                       | 2 779                                                 |                                                       |
| 2000 | 2000                                                  |                                                       | 2 377                                                 |                                                       |
| 2005 | 2005                                                  |                                                       | 2 090                                                 |                                                       |
| 2010 | 2010                                                  |                                                       | 1 872                                                 |                                                       |
| 2015 | 2015                                                  |                                                       | 1 737                                                 |                                                       |
| 2020 | 2020                                                  |                                                       | 1 561                                                 |                                                       |
| Anm: Uppgifterna avser förhållandena den 31 december nämnda år enligt områdesindelningen den 1 januari 2022. |                                                       |                                                       |                                                       |                                                       |